# Lejšovka
Lejšovka är en ort i Tjeckien. Den ligger i den centrala delen av landet, 110 km öster om huvudstaden Prag. Lejšovka ligger 254 meter över havet och antalet invånare är 177.
Terrängen runt Lejšovka är platt. Runt Lejšovka är det ganska tätbefolkat, med 120 invånare per kvadratkilometer. Närmaste större samhälle är Hradec Králové, 12,5 km sydväst om Lejšovka. Trakten runt Lejšovka består till största delen av jordbruksmark.